# Alaganik
Alaganik, selo Indijanaca Ahtena i Eyak i Eskima Ugalakmiut na ušću rijeke Copper na Aljaski. Populacija mu je 1880. zajedno s Eyakima iznosila 117, a 1890. spala je na 49. Zbog epidemije koja je izbila stanovnici napuštaju svoje selo 1892. i 1893., i većina odlazi u Old Town, Cordova.

## Vanjske poveznice
- http://www.cityofcordova.net/museum/historyeyak.html  Arhivirana inačica izvorne stranice od 28. kolovoza 2008. (Wayback Machine) Eyak